# Démon de la variole
Le démon de la variole (疱瘡神, Hōsōgami), ou diable de la variole, est un démon que la croyance populaire rendait responsable de la variole dans le Japon médiéval. À cette époque, les gens essayaient d’apaiser le démon de la variole en apaisant sa colère, ou bien ils essayaient de l’attaquer car ils n’avaient aucun autre traitement efficace contre la variole.

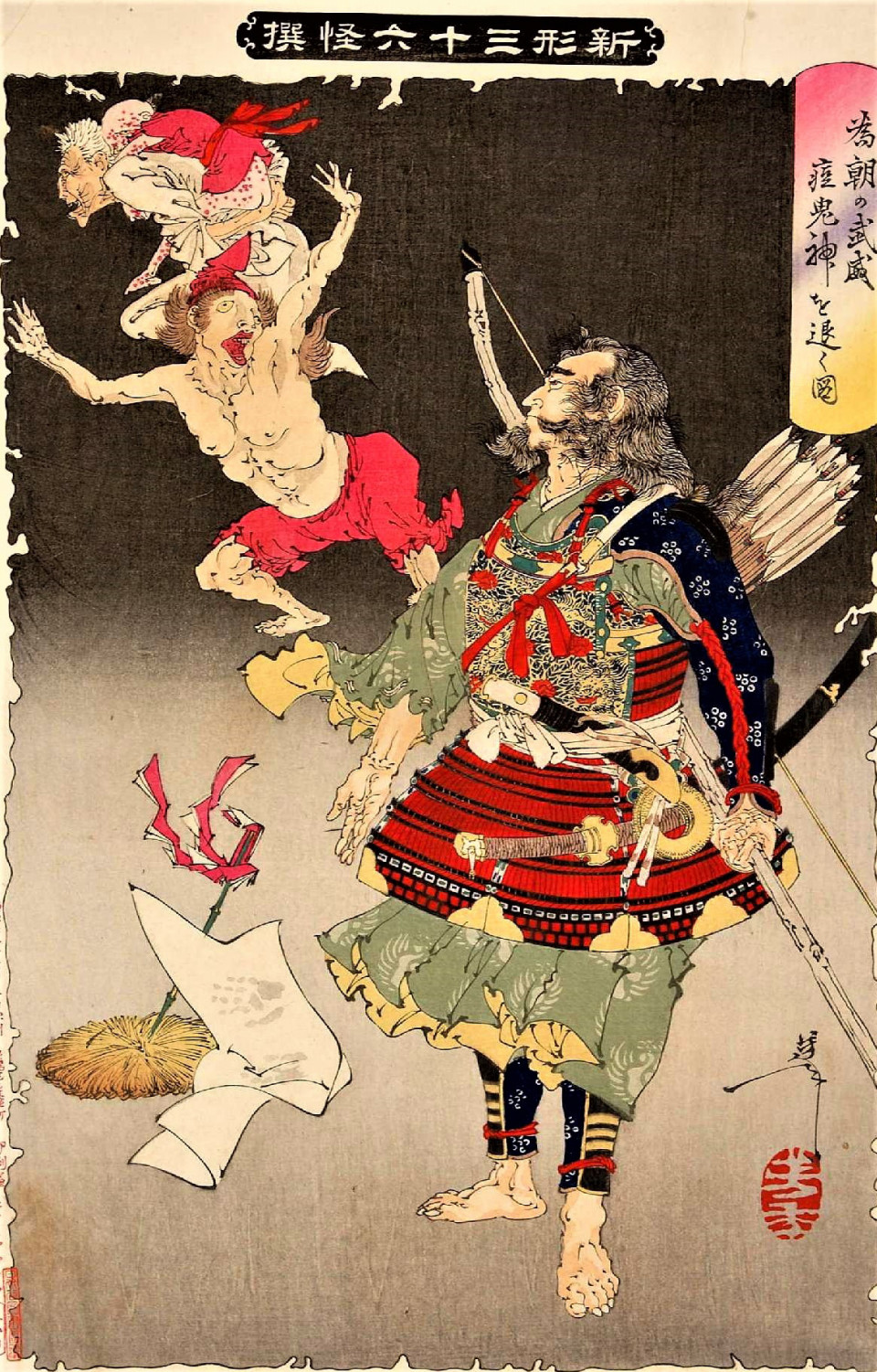
Minamoto no Tametomo vainc un démon de la variole parmi les 36 dessins de Yōkai de Yoshitoshi

## Histoire
En japonais, le mot hōsōshin ou hōsōgami se traduit littéralement par « dieu de la variole ». Selon le Shoku Nihongi, la variole est introduite au Japon en 735 dans la préfecture de Fukuoka en provenance de Corée. À cette époque, la variole est considérée comme le résultat d'onryō, un esprit mythologique du folklore japonais capable de retourner dans le monde physique pour se venger. Les kami liés à la variole incluent Sumiyoshi sanjin.
On disait alors que les diables de la variole avaient peur des choses rouges et aussi des chiens ; c'est pourquoi les gens exposaient diverses poupées rouges. À Okinawa, ils tentent de louer et de réconforter les démons avec du sanshin, un instrument de musique d'Okinawa, et avec des danses devant le patient, en étant vêtus de vêtements rouges. Ils offrent des fleurs et brûlent de l'encens afin de plaire au démon de la variole. À Okinawa, des poésies sur la variole en langue ryūkyū sont rédigées ; le but de la poésie sur la variole en langue ryūkyū est la glorification du démon de la variole, afin d'apaiser le démon pour qu'il réduise l'infection mortelle de la variole. Il existe un recueil de poésie sur la variole comprenant 105 poèmes publiés en 1805. Des danses folkloriques traditionnelles contre la variole ont encore été observées dans le Japon actuel, notamment dans les préfectures d'Ibaraki et de Kagoshima, pour éviter les démons de la variole,,.

## Traitement rouge
Dans les pays européens, le « traitement rouge » est pratiqué à partir du XIIe siècle ; lorsqu'il attrape la variole, le roi Charles V de France est vêtu d'une chemise rouge, de bas rouges et d'un voile rouge. La reine Élisabeth Ire d'Angleterre fut également enveloppée dans une couverture rouge et placée près d'un feu réel lorsqu'elle tombe malade de la variole en 1562, et des traitements similaires sont appliqués à d'autres monarques européens. Dans certaines régions de l’Inde, de Chine, d’Afrique et d’Amérique latine, des sacrifices sont pratiqués pour apaiser les dieux de la variole. Dans l’Europe médiévale, la prière et une vie pieuse sont recommandées comme moyen de se protéger contre la maladie. De nombreux manuels japonais de dermatologie affirment que la lumière rouge est capable d'atténuer les symptômes de la variole.
Les croyances dans l'efficacité de ces traitements perdurent jusque dans les années 1930, jusqu'à ce que les chercheurs déclarent qu'ils étaient « inutiles ».